# Wheatland (Dakota del Nord)
Wheatland és una concentració de població designada pel cens dels Estats Units a l'estat de Dakota del Nord. Segons el cens del 2000 tenia 60 habitants.

## Demografia
Segons el cens del 2000, Wheatland tenia 60 habitants, 22 habitatges, i 17 famílies. La densitat de població era de 5,8 hab./km².
Dels 22 habitatges en un 45,5% hi vivien nens de menys de 18 anys, en un 68,2% hi vivien parelles casades, en un 13,6% dones solteres, i en un 18,2% no eren unitats familiars. En el 18,2% dels habitatges hi vivien persones soles el 4,5% de les quals corresponia a persones de 65 anys o més que vivien soles. El nombre mitjà de persones vivint en cada habitatge era de 2,73 i el nombre mitjà de persones que vivien en cada família era de 3,11.
Per edats la població es repartia de la següent manera: un 33,3% tenia menys de 18 anys, un 8,3% entre 18 i 24, un 21,7% entre 25 i 44, un 28,3% de 45 a 60 i un 8,3% 65 anys o més.
L'edat mediana era de 36 anys. Per cada 100 dones de 18 o més anys hi havia 100 homes.
La renda mediana per habitatge era de 37.083 $ i la renda mediana per família de 55.625 $. Els homes tenien una renda mediana de 35.000 $ mentre que les dones 14.000 $. La renda per capita de la població era de 16.084 $. Cap de les famílies estaven per davall del llindar de pobresa.

## Poblacions més properes
El següent diagrama mostra les poblacions més properes.